# Watertown (Massachusetts)
Pour les articles homonymes, voir Watertown.
Watertown est une ville du Massachusetts, dans le comté de Middlesex, dans le Nord-Est des États-Unis. Elle fut fondée en 1630 par un groupe de colons emmenés par Sir Richard Saltonstall. Lors du recensement de 2010, sa population était de 31 915 habitants.
La ville est réputée pour son arsenal historique, l'arsenal de Watertown, qui fut le plus grand dépôt de munitions et de canons du pays, de la guerre de Sécession à la Seconde Guerre mondiale.
Watertown est le siège de la chaîne de télévision chrétienne américaine Catholic TV.

## Histoire

### 1630-1800

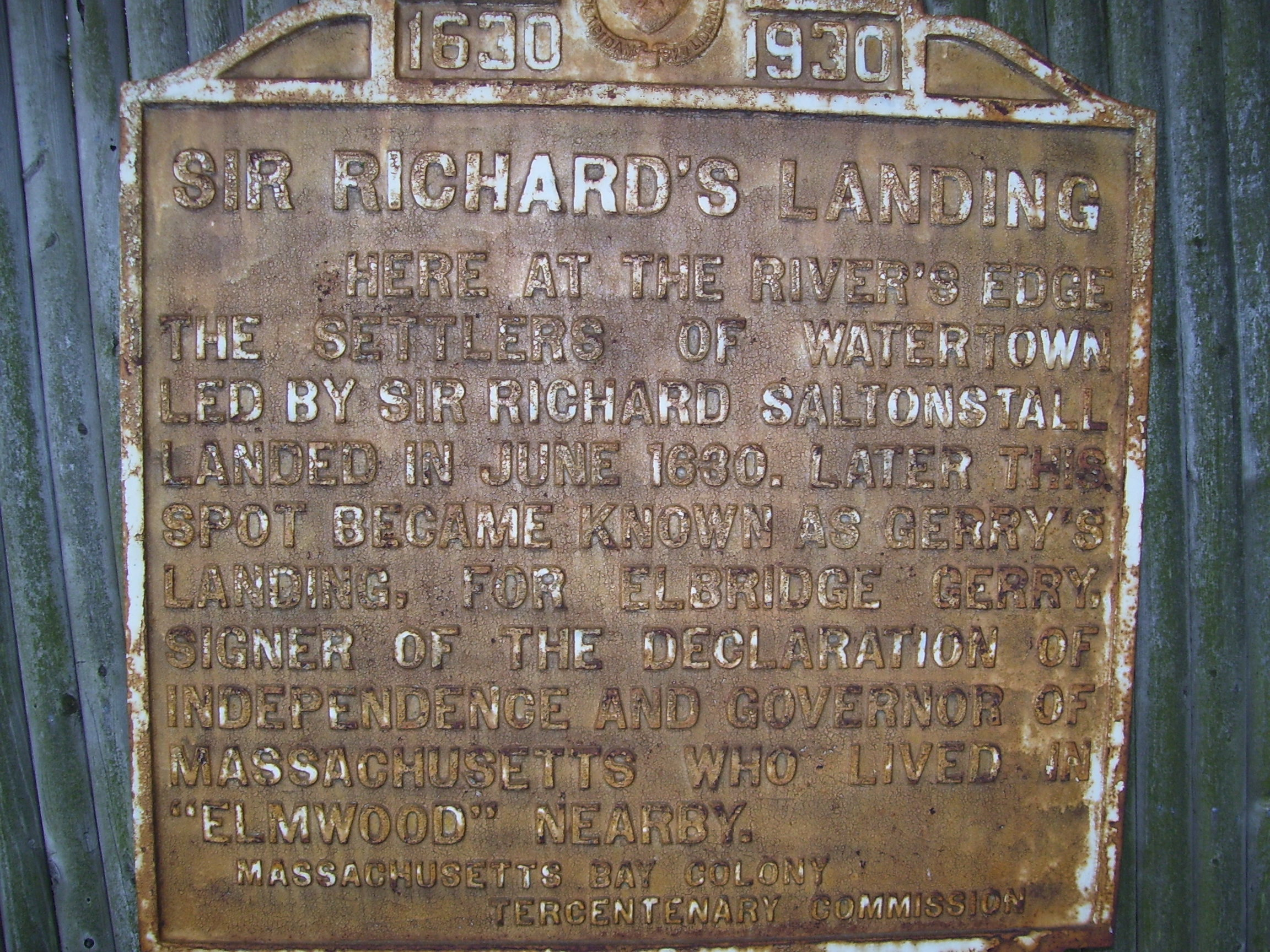
Plaque commémorant le tri-centenaire de l'arrivée des colons à Watertown

Des découvertes archéologiques montrent que Watertown est une région peuplée depuis plusieurs milliers d'années à l'époque de l'arrivée des premiers colons britanniques. Deux tribus des Massachusetts, les Pequossette et les Nonantum, vivent alors sur les rives de la rivière Charles. Les Pequossette ont construit un système ingénieux de piège à nasses pour attraper des harengs sur le site de l'actuel barrage de Watertown. Ces poissons de l'Atlantique remontent la rivière Charles au printemps pour aller s'y reproduire.
Watertown est tout d'abord connue sous le nom de Saltonstall Plantation, l'une des premières colonies de la baie du Massachusetts. Son histoire commence vers 1630 avec un groupe de colons conduits par Sir Richard Saltonstall et le révérend George Phillips.
Les premiers bâtiments sont construits sur un lieu connu sous le nom de Gerry's Landing qui se trouve de nos jours sur le territoire de la ville de Cambridge. Pendant son premier quart de siècle d'existence Watertown compte pratiquement le même nombre d'habitants que Boston. Ensuite, son territoire est divisé, une partie revient à Cambridge et d'autres deviennent les localités de Weston (1712), Waltham (1738), Lincoln (1754) et Belmont (1859). En 1632, les habitants de Watertown protestent contre l'imposition d'une taxe destinée à la construction d'un fort à Cambridge. Il s'agit de la première manifestation publique d'Amérique contre le système dit de taxation without representation (en français : « imposition sans représentation démocratique »). Vers la fin du XVIIe siècle, Watertown devient le principal marché aux chevaux et bétail de la Nouvelle-Angleterre. Vers 1632 on y construit la première minoterie de la colonie, puis en 1662 l'une des premières filatures de laine d'Amérique.
Le Provincial Congress of Massachusetts, après l'ajournement de la convention de Concord, se réunit d'avril à juillet 1775 dans la First Parish Church de Watertown. La General Court of Massachusetts (le législatif du Massachusetts) y siège de 1775 à 1778. Les Boston town meetings (assemblée des citoyens de la ville de Boston) s'y déroulent lors du Siège de Boston. Pendant plusieurs mois, au début de la Révolution américaine, les Comités de sécurité et de Correspondence font de Watertown leur quartier général et c'est de là que le général Joseph Warren part pour la bataille de Bunker Hill.

### 1801-1900
De 1832 à 1834, Theodore Parker un réformateur et un abolitionniste qui inspira les discours d'Abraham Lincoln, ouvre une école à Watertown, le bâtiment existe toujours, mais n'abrite plus école.

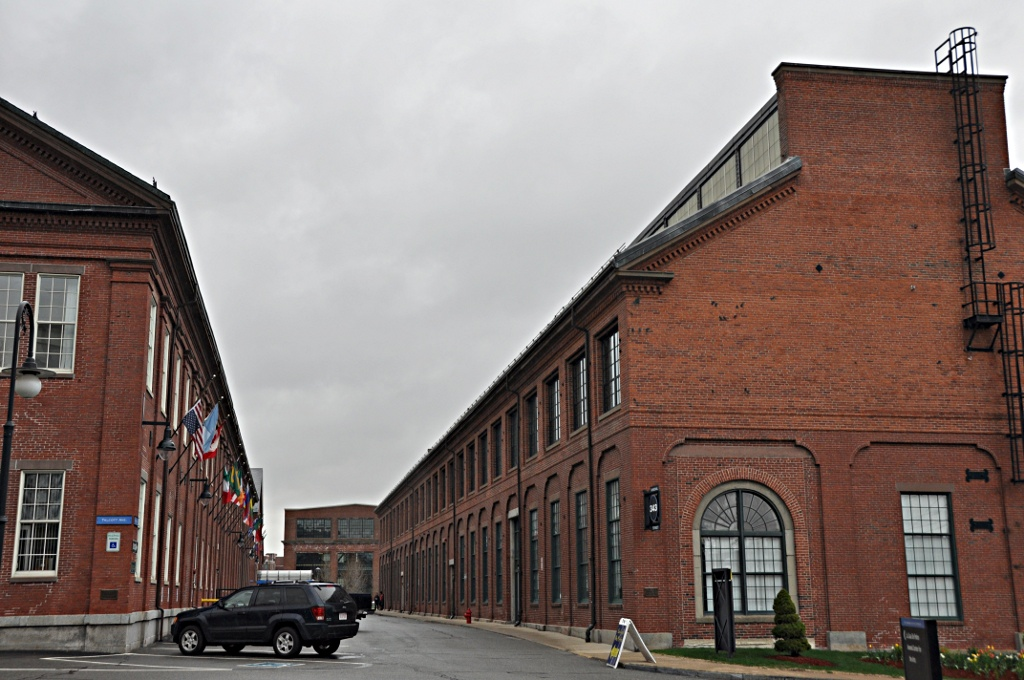
L'Arsenal de Watertown construit en 1816

L'Arsenal de Watertown est construit en 1816 sur 16 ha de terrain par l’Armée américaine pour en faire un dépôt de munitions et un centre de recherche. Il reste en activité jusqu'en 1995, lorsque l'armée vend cette propriété à la ville de Watertown. L'Arsenal est aussi connu pour avoir été le site d'une grève, en 1911, provoquée par les méthodes de gestion de l'ingénieur Frederick Winslow Taylor (promoteur de l'organisation scientifique du travail). La méthode de Taylor, qu'il a baptisée « gestion scientifique », éclate chaque tâche en éléments plus petits. Les travailleurs ne fabriquent plus entièrement un objet, mais effectue une série d'opérations répétitives en un temps étroitement limité et contrôlé. La grève et ses causes sont assez controversées et ont donné lieu à des audiences du Congrès en 1911. Ce dernier adopte d'ailleurs une loi, en 1915, interdisant cette méthode dans les arsenaux appartenant à l'État. Les théories de Taylor se répandent cependant largement, influençant des industriels comme Henry Ford, et son idée est l'une des inspirations du travail à la chaîne. Le site de l’Arsenal figure jusqu'en 2006 à l'inventaire fédéral des terrains à décontaminer d'urgence (communément appelé Superfund). Il est ensuite transformé en centre commercial comprenant plusieurs restaurants, et l'Arsenal Center for the Arts, un théâtre. L'Arsenal est, depuis 2001, propriété de l'université Harvard et abrite entre autres la division publication de sa Business School.

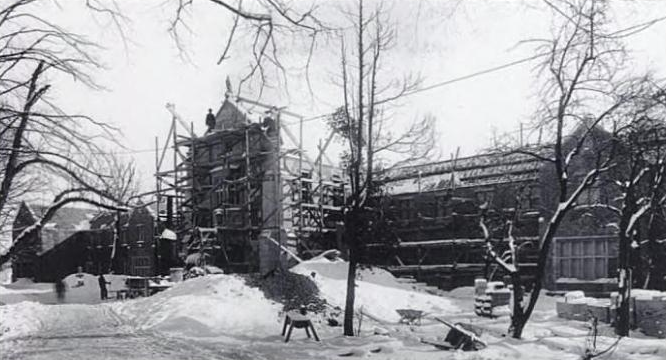
Construction du Howe Building de la Perkins School For the Blind.

En 1829, John Dix Fisher fonde à Watertown la première école des États-Unis destinée aux aveugles qu'il nomme le New England Asylum for the Blind. C'est après une visite à l'Institut National des Jeunes Aveugles à Paris que Fisher a décidé de réaliser une telle école dans son pays. L'institution est ensuite rebaptisée Perkins School For the Blind en hommage à Thomas Handasyd Perkins, un riche commerçant et mécène de Boston.
Les jumeaux Francis (1849–1918) et Freelan Stanley (1849–1940) produisent leur premier véhicule automobile à vapeur, utilisant du kérosène au lieu de charbon, à Watertown en 1897. Ce modèle se révèle aussi rapide à cette époque que les automobiles équipées d'un moteur à combustion interne.

### 1901 à nos jours
Le 21 février 1908, Watertown voit l'une de ses célèbres enfants disparaître, la sculptrice Harriet Hosmer, qui après avoir parcouru le monde, est revenue vivre dans cette ville qui l'a vue naître 78 ans auparavant.
En 1920, âgé de 16 ans, Arshile Gorky, après le décès de sa mère, s'installe chez des parents vivants à Watertown, où il travaille dans une fabrique jusqu'en 1922. Il part ensuite pour Boston où il étudie à la New England School of Art and Design. Ce peintre devient l'ami d'André Breton, dans les années 1940, qui à propos de sa toile The Liver is the Cock's Comb, déclare qu'il s'agit de l'une des peintures les plus importantes réalisées en Amérique.

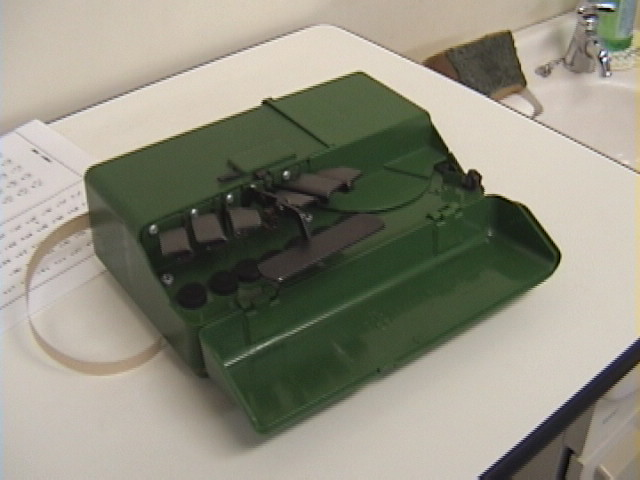
Machine à écrire Perkins

La machine à écrire Perkins est une machine à écrire permettant d'écrire du braille sur une feuille de papier spécial, dont l'épaisseur est supérieure à celle du papier normal, ceci afin de faciliter la lecture et de diminuer la dégradation du document par l’utilisation.
La machine fut créée par David Abraham (1896-1978), professeur d'ébénisterie (aidé par Edward Waterhouse, professeur de mathématique) à la Perkins School for the Blind (Watertown (Massachusetts)) à la demande de son directeur, le docteur Gabriel Farrell, un premier prototype fut créé dès 1939, mais la production dut attendre la fin de la Seconde Guerre mondiale et ne débuta qu'en 1951, quand Edward Waterhouse succéda à Farrell. 
Le compositeur Alan Hovhaness devient en 1940, organiste de l'église arménienne de Watertown, où il demeure jusqu'en 1950. C'est là qu'il redécouvre la musique de ces ancêtres paternels.
En 1988, l'Armenian Library and Museum of America, la plus grande collection d'artéfacts arméniens en Amérique du Nord, à l'étroit dans ses locaux de Belmont, s'installe au 65 Main Street à Watertown.
Après les attentats du marathon de Boston, une course-poursuite s'engage dans la nuit du 18 avril 2013 à Watertown, suivie d'une fusillade au cours de laquelle 15 policiers sont blessés et un individu interpellé. Ce dernier succombe à ses blessures à l'hôpital, Tamerlan Tsarnaïev (Тамерлан Царнаев), âgé de 26 ans (né le 21 octobre 1986). L'autre individu, son frère de 19 ans, Djokhar Tsarnaïev (Джохар Царнаев, né le 22 juillet 1993), le second suspect des attentats, arrive à s'enfuir. Watertown est inspectée maison par maison. Le second suspect, blessé, est découvert par un habitant sous la bâche de son bateau alors que le couvre-feu vient d'être levé. Djokhar Tsarnaïev est finalement arrêté par les forces de l'ordre, à 20 h 45 heure locale,, après un dernier mitraillage durant lequel il est blessé à nouveau.

## Personnalités célèbres
- Eliza Dushku, actrice (née à Watertown),
- Charles Sumner Tainter (1854 –1940), inventeur de l'ancêtre du Dictaphone,
- Harriet Hosmer (1830-1908), sculpteur.